# Ниси-Одзима (станция)
Станция Ниси-Одзима (яп. 西大島駅 ниси о:дзима эки) — железнодорожная станция, расположенная в специальном районе Кото, Токио. Станция обозначена номером S-14. Станция была открыта 21 декабря 1978 года. На станции установлены автоматические платформенные ворота.

## Планировка станция
1 платформа островного типа и 2 пути.
| 1 | ○ Линия Синдзюку | Бакуро-Ёкояма, Синдзюку, Сасадзука, Хасимото |
| 2 | ○ Линия Синдзюку | Мотоявата                                    |

## Окрестности станции
Станция расположена под пересечением Токийских городских шоссе 50 (Син-Охаси-Дори) и 306 (Мэйдзи-Дори). В районе станции расположены несколько офисных и квартирных комплексов, а к юго-востоку от станции расположен микрорайон Одзима-ёнтёмэ(-данти). Так же в районе станции расположены:
- Tokyo Metropolitan High School of Science and Technology
- Kōtō Municipal No. 1 Ōjima Elementary School
- Jōtō Health Center
- Jōtō Post Office
- Tokyo Metropolitan Jōtō Senior High School
- Kōtō Municipal Comprehensive Sports Center
- Полицейский Участок Дзёдзё

## Автобусы
Toei Bus: Ниси-Одзима-Экимаэ
- То 07: до станций Мондзэн-Накатё и Кинситё
- Кин 18: до Син-Киба Экимаэ и станции Кинситё
- Кюко 05: до National Museum of Emerging Science and Innovation и станции Кинситё
- Рё 28: до Касайбаси, автобусного парка Ринкай, Начальной школы No. 6 района Касай, станции Рёгоку
- Камэ 29: до Ниси-Касай Экимаэ, Nagisa New Town
- Камэ 23: до станции Минами-Сунамати, Kōtō Geriatric Medical Center, станции Камэйдо
- Кин 28: до Хигаси-Одзима Экимаэ, станции Кинситё
- Куса 24: до Асакуса-Котобукитё, Хигаси-Одзима Экимаэ через станцию Одзима
- Камэ 24: до Касайбаси; через станцию Ниси-Одзима до станции Камэйдо

## Близлежащие станции
| «                           |                | Линия          |                | »              |
| Линия Синдзюку              | Линия Синдзюку | Линия Синдзюку | Линия Синдзюку | Линия Синдзюку |
| --------------------------- | -------------- | -------------- | -------------- | -------------- |
| Сумиёси                     | Сумиёси        | Local          | Одзима         | Одзима         |
| Express: не останавливается |                |                |                |                |